# Ліверпуль (міська агломерація)
Ліверпульська забудована територія (англ. Liverpool Urban Area) (раніше Ліверпульська міська територія у 2001 році та раніше) — термін, який використовується Управлінням національної статистики (ONS) для позначення міської території навколо Ліверпуля в Англії, на схід від річки Мерсі. Прилегла забудована територія виходить за межі території, якою керує міська рада Ліверпуля, до прилеглих районів місцевої влади, зокрема до частин Сефтона та Ноуслі. Згідно з визначенням ONS, територія простягається на схід до Гейдока та Ештон-ін-Макерфілд у Великому Манчестері.
Міська територія Ліверпуля - це не та сама територія, що Мерсісайд (або Великий Мерсісайд), яка включає райони Віррал на західному березі Мерсі та Саутпорт. Західної межі агломерації Великого Манчестера ледь уникають, оскільки вона простягається аж до Голборна та Ньютон-ле-Віллоуса, з невеликими проміжками, які відокремлюють ці міста від Ештон-Ін-Мейкерфілда та Гейдока.

## Великий Ліверпуль
Великий Ліверпуль — це неофіційний термін, який використовується Службою оренди як однієї з зон широкого ринку оренди (BRMA). Ця територія включає такі райони за межами міської ради Ліверпуля, як Кросбі, Магхалл, Прескот і Сент-Хеленс.
Merseytravel включає аналогічну більшу територію Ліверпуля для своєї карти громадського транспорту та путівника, як це видно на карті району Ліверпуля.